# Мир Висенте, Рафаэль
Рафаэль «Рафа» Мир Висенте (исп. Rafael "Rafa" Mir Vicente; род. 18 июня 1997, Картахена, Мурсия) — испанский футболист, нападающий клуба «Севилья», выступающий на правах аренды за клуб «Валенсия». Серебряный призёр Олимпийских игр 2020 года в Токио.

## Биография
Рафа начинал свою спортивную карьеру в мини-футболе. В 2007 году он перешёл в свою первую команду из большого футбола — «Ранеро». Затем он выступал за юношеские команды «Барселоны», «Реал Мурсии» и «Валенсии». В 2015 году состоялся его дебют во второй команде валенсийцев — «Месталье». За первую команду «летучих мышей» в чемпионате Испании он дебютировал 22 августа 2016 года в матче против «Лас-Пальмаса».
21 августа 2021 года подписал шестилетний контракт с «Севильей».

## Личная жизнь
Отец Рафы, Магин Мир, также был футболистом, выступал за «Мальорку» и «Альбасете» и более скромные клубы из низших дивизионов.